# Gröen
Denna artikel handlar om växtsläktet Gröen, för sjön Gröen, se Landvettersjön
Gröen (Poa) är ett släkte i familjen gräs, som omfattar cirka 500 arter som växer i tempererade zoner på både norra och södra halvklotet. Släktet omfattar både ettåriga och fleråriga arter. Flera arter är viktiga som bete.

## Bildgalleri

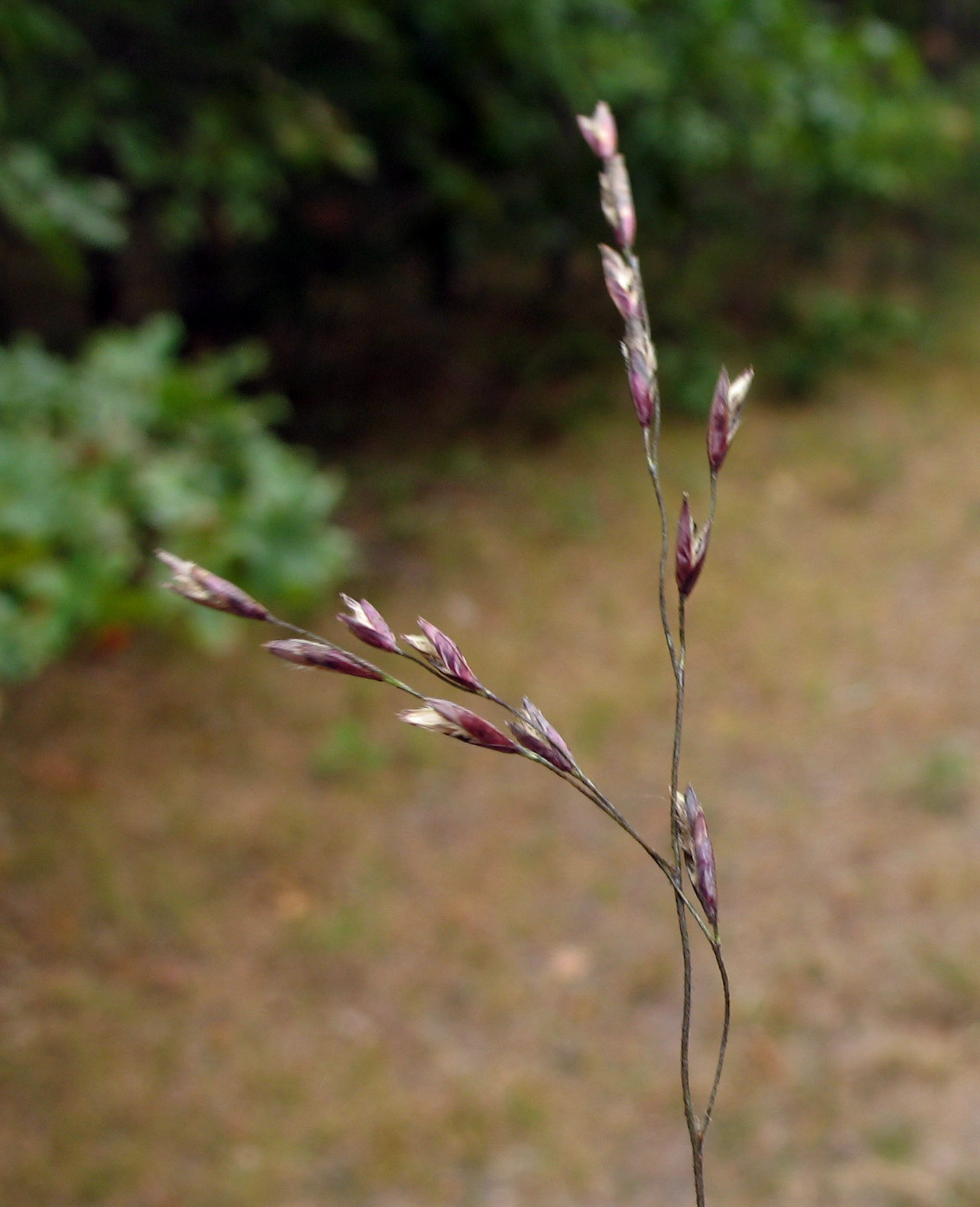
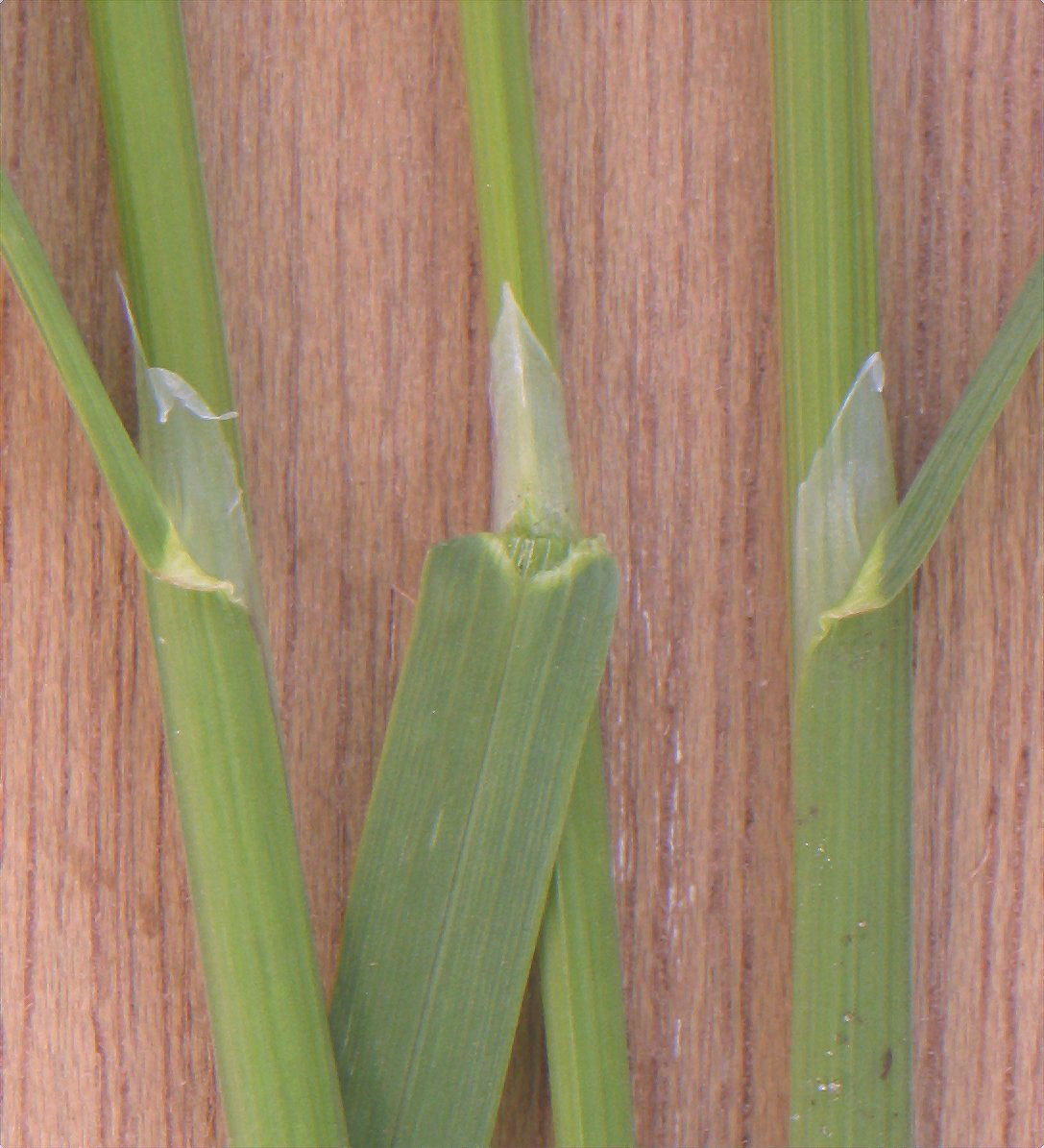

## Dottertaxa till Gröen, i alfabetisk ordning[1]
- Poa abbreviata
- Poa acicularifolia
- Poa acinaciphylla
- Poa acroleuca
- Poa aequatoriensis
- Poa aequigluma
- Poa affinis
- Poa afghanica
- Poa aitchisonii
- Poa akmanii
- Poa albescens
- Poa almasovii
- Poa alopecurus
- Poa alpigena
- Poa alpina
- Poa alsodes
- Poa alta
- Poa altaica
- Poa anae
- Poa anceps
- Poa andina
- Poa androgyna
- Poa angustifolia
- Poa ankaratrensis
- Poa annua
- Poa antipoda
- Poa arachnifera
- Poa araratica
- Poa arctica
- Poa arechavaletae
- Poa arida
- Poa arnoldii
- Poa arnowiae
- Poa asperifolia
- Poa astonii
- Poa atropidiformis
- Poa atropurpurea
- Poa attenuata
- Poa aucklandica
- Poa aurigae
- Poa austrohercynica
- Poa autumnalis
- Poa ayacuchensis
- Poa ayseniensis
- Poa bactriana
- Poa badensis
- Poa bajaensis
- Poa bergii
- Poa beringiana
- Poa bigelovii
- Poa binata
- Poa binodis
- Poa bolanderi
- Poa bomiensis
- Poa bonariensis
- Poa borneensis
- Poa boxiana
- Poa bradei
- Poa breviglumis
- Poa brevis
- Poa buchananii
- Poa bucharica
- Poa bulbosa
- Poa burmanica
- Poa cabreriana
- Poa calchaquiensis
- Poa calliopsis
- Poa callosa
- Poa candamoana
- Poa carazensis
- Poa caucasica
- Poa celebica
- Poa celsa
- Poa cenisia
- Poa chaixii
- Poa chamaeclinos
- Poa chambersii
- Poa chapmaniana
- Poa chathamica
- Poa cheelii
- Poa chirripoensis
- Poa chokensis
- Poa chonotica
- Poa chumbiensis
- Poa cita
- Poa clavigera
- Poa clelandii
- Poa clivicola
- Poa cockayniana
- Poa colensoi
- Poa compressa
- Poa confinis
- Poa cookii
- Poa cooperi
- Poa costiniana
- Poa crassicaudex
- Poa crassicaulis
- Poa crassinervis
- Poa cucullata
- Poa cumingii
- Poa curtifolia
- Poa cusickii
- Poa cuspidata
- Poa darwiniana
- Poa davisii
- Poa densa
- Poa denticulata
- Poa dentigluma
- Poa denudata
- Poa deschampsioides
- Poa diaboli
- Poa digena
- Poa dimorphantha
- Poa dipsacea
- Poa disjecta
- Poa dissanthelioides
- Poa diversifolia
- Poa dolichophylla
- Poa douglasii
- Poa dozyi
- Poa drummondiana
- Poa durifolia
- Poa dzongicola
- Poa elanata
- Poa eleanorae
- Poa eminens
- Poa ensiformis
- Poa epileuca
- Poa erectifolia
- Poa erinacea
- Poa faberi
- Poa falconeri
- Poa fauriei
- Poa fawcettiae
- Poa fendleriana
- Poa feratiana
- Poa fernaldiana
- Poa ferreyrae
- Poa fibrifera
- Poa figertii
- Poa filiculmis
- Poa flabellata
- Poa flaccidula
- Poa flexuosa
- Poa foliosa
- Poa fordeana
- Poa formosae
- Poa fragilis
- Poa gamblei
- Poa gammieana
- Poa gandogeri
- Poa garhwalensis
- Poa gaspensis
- Poa gayana
- Poa gilgiana
- Poa glaberrima
- Poa glauca
- Poa golestanensis
- Poa grandis
- Poa granitica
- Poa grisebachii
- Poa gunnii
- Poa gymnantha
- Poa hachadoensis
- Poa hackelii
- Poa hakusanensis
- Poa halmaturina
- Poa hartzii
- Poa hayachinensis
- Poa hedbergii
- Poa helenae
- Poa helmsii
- Poa hentyi
- Poa herjedalica
- Poa hesperia
- Poa hiemata
- Poa hieronymi
- Poa himalayana
- Poa hirtiglumis
- Poa hisauchii
- Poa hissarica
- Poa holciformis
- Poa homomalla
- Poa hookeri
- Poa horridula
- Poa hothamensis
- Poa howellii
- Poa huancavelicae
- Poa hubbardiana
- Poa huecu
- Poa humilis
- Poa humillima
- Poa hybrida
- Poa hylobates
- Poa hypsinephes
- Poa ibarii
- Poa iberica
- Poa imbecilla
- Poa imperialis
- Poa inconspicua
- Poa incrassata
- Poa induta
- Poa infirma
- Poa interior
- Poa intricata
- Poa intrusa
- Poa iridifolia
- Poa irkutica
- Poa jansenii
- Poa jaunsarensis
- Poa jemtlandica
- Poa jeremiadis
- Poa jubata
- Poa jugicola
- Poa juncifolia
- Poa jurassica
- Poa kamczatensis
- Poa kanboensis
- Poa keckii
- Poa kelloggii
- Poa kenteica
- Poa keysseri
- Poa khasiana
- Poa kilimanjarica
- Poa kirkii
- Poa koelzii
- Poa koksuensis
- Poa kolymensis
- Poa krylovii
- Poa kuborensis
- Poa kumgansanii
- Poa kurdistanica
- Poa kurtzii
- Poa labillardierei
- Poa lachenensis
- Poa laetevirens
- Poa lahulensis
- Poa lamii
- Poa lanata
- Poa langtangensis
- Poa languidior
- Poa lanigera
- Poa lanuginosa
- Poa lavrenkoi
- Poa laxa
- Poa laxiflora
- Poa legionensis
- Poa leibergii
- Poa leioclada
- Poa leptalea
- Poa leptoclada
- Poa leptocoma
- Poa lettermanii
- Poa lhasaensis
- Poa ligularis
- Poa ligulata
- Poa lilloi
- Poa limosa
- Poa lindebergii
- Poa lindsayi
- Poa lipskyi
- Poa litorosa
- Poa longifolia
- Poa longii
- Poa longiramea
- Poa lowanensis
- Poa lunata
- Poa macrantha
- Poa macroanthera
- Poa macrocalyx
- Poa macroclada
- Poa madecassa
- Poa magadanensis
- Poa magadanica
- Poa maia
- Poa mairei
- Poa major
- Poa maniototo
- Poa mannii
- Poa marcida
- Poa mariesii
- Poa markgrafii
- Poa marshallii
- Poa masenderana
- Poa mathewsii
- Poa matsumurae
- Poa megalantha
- Poa megalothyrsa
- Poa meionectes
- Poa menachensis
- Poa mendocina
- Poa minimiflora
- Poa minor
- Poa moabitica
- Poa molineri
- Poa mollis
- Poa mongolica
- Poa morrisii
- Poa mucuchachensis
- Poa mulleri
- Poa multinodis
- Poa muricata
- Poa mustangensis
- Poa myriantha
- Poa nankoensis
- Poa napensis
- Poa nematophylla
- Poa nemoralis
- Poa neosachalinensis
- Poa nepalensis
- Poa nephelophila
- Poa nervosa
- Poa nipponica
- Poa nitidespiculata
- Poa nivicola
- Poa nobilis
- Poa novae-zelandiae
- Poa nubigena
- Poa obvallata
- Poa occidentalis
- Poa orizabensis
- Poa pagophila
- Poa paludigena
- Poa palustris
- Poa pannonica
- Poa paposana
- Poa papuana
- Poa paramoensis
- Poa parva
- Poa parviceps
- Poa pattersonii
- Poa pauciflora
- Poa paucispicula
- Poa pawlowskii
- Poa pearsonii
- Poa pedersenii
- Poa pentapolitana
- Poa perconcinna
- Poa perennis
- Poa perinconspicua
- Poa perligulata
- Poa perrieri
- Poa petrophila
- Poa phillipsiana
- Poa pilata
- Poa pilcomayensis
- Poa pirinica
- Poa pitardiana
- Poa planifolia
- Poa platyantha
- Poa plicata
- Poa poiformis
- Poa poiphagorum
- Poa polychroa
- Poa polycolea
- Poa polyneura
- Poa poophagorum
- Poa poppelwellii
- Poa porphyroclados
- Poa pratensis
- Poa prichardii
- Poa primae
- Poa pringlei
- Poa prolixior
- Poa pseudamoena
- Poa pseudoabbreviata
- Poa pseudoattenuata
- Poa pseudobulbosa
- Poa pseudoschimperiana
- Poa pseudotibetica
- Poa psilolepis
- Poa pulviniformis
- Poa pumila
- Poa pumilio
- Poa pungionifolia
- Poa pusilla
- Poa pygmaea
- Poa quadrata
- Poa queenslandica
- Poa radula
- Poa raduliformis
- Poa ragonesei
- Poa rajbhandarii
- Poa ramosissima
- Poa rangkulensis
- Poa reflexa
- Poa rehmannii
- Poa reitzii
- Poa remota
- Poa resinulosa
- Poa rhadina
- Poa rhizomata
- Poa rigidula
- Poa robusta
- Poa rodwayi
- Poa rohmooiana
- Poa rossbergiana
- Poa rupicola
- Poa ruprechtii
- Poa ruwenzoriensis
- Poa sachalinensis
- Poa sallacustris
- Poa saltuensis
- Poa sandvicensis
- Poa saxicola
- Poa scaberula
- Poa scabrivaginata
- Poa schimperiana
- Poa schischkinii
- Poa schistacea
- Poa schizantha
- Poa scitula
- Poa sclerocalamos
- Poa secunda
- Poa seleri
- Poa sellowii
- Poa senex
- Poa serpentum
- Poa setulosa
- Poa shansiensis
- Poa sharpii
- Poa shumushuensis
- Poa sibirica
- Poa sichotensis
- Poa sieberiana
- Poa sierrae
- Poa sikkimensis
- Poa simensis
- Poa sinaica
- Poa sinoglauca
- Poa siphonoglossa
- Poa skvortzovii
- Poa smirnowii
- Poa spania
- Poa speluncarum
- Poa spiciformis
- Poa spicigera
- Poa spontanea
- Poa stapfiana
- Poa stebbinsii
- Poa stellaris
- Poa stenantha
- Poa stepparia
- Poa sterilis
- Poa stewartiana
- Poa stiriaca
- Poa strictiramea
- Poa stuckertii
- Poa suavis
- Poa subenervis
- Poa subfastigiata
- Poa sublanata
- Poa sublimis
- Poa subspicata
- Poa subvestita
- Poa sudicola
- Poa sugawarae
- Poa suksdorfii
- Poa superata
- Poa supina
- Poa suruana
- Poa sylvestris
- Poa szechuensis
- Poa tacanae
- Poa taiwanicola
- Poa takasagomontana
- Poa talamancae
- Poa tanfiljewii
- Poa tangii
- Poa taurica
- Poa telata
- Poa tenera
- Poa tennantiana
- Poa tenuicula
- Poa tianschanica
- Poa tibetica
- Poa tibeticola
- Poa timoleontis
- Poa tolmatchewii
- Poa tonsa
- Poa tovarii
- Poa trachyphylla
- Poa tracyi
- Poa trautvetteri
- Poa trichophylla
- Poa trinervis
- Poa trivialiformis
- Poa trivialis
- Poa tuberifera
- Poa tucumana
- Poa tzvelevii
- Poa ullungdoensis
- Poa umbricola
- Poa umbrosa
- Poa unilateralis
- Poa ursina
- Poa urssulensis
- Poa uruguayensis
- Poa ussuriensis
- Poa vaginata
- Poa wardiana
- Poa variegata
- Poa venosa
- Poa veresczaginii
- Poa versicolor
- Poa wheeleri
- Poa wilhelminae
- Poa wippraensis
- Poa wisselii
- Poa wolfii
- Poa vorobievii
- Poa vrangelica
- Poa vvedenskyi
- Poa xenica
- Poa xingkaiensis
- Poa yaganica
- Poa zhongdianensis